# Traunschlucht
Die Traunschlucht ist ein Talabschnitt der Traun am Alpenrand in Oberösterreich. Sie liegt im Traunviertel, am Nordostrand des Salzkammerguts.
Die Traunschlucht bildet die kleinste der 41 Oberösterreichischen Raumeinheiten.

## Geographie

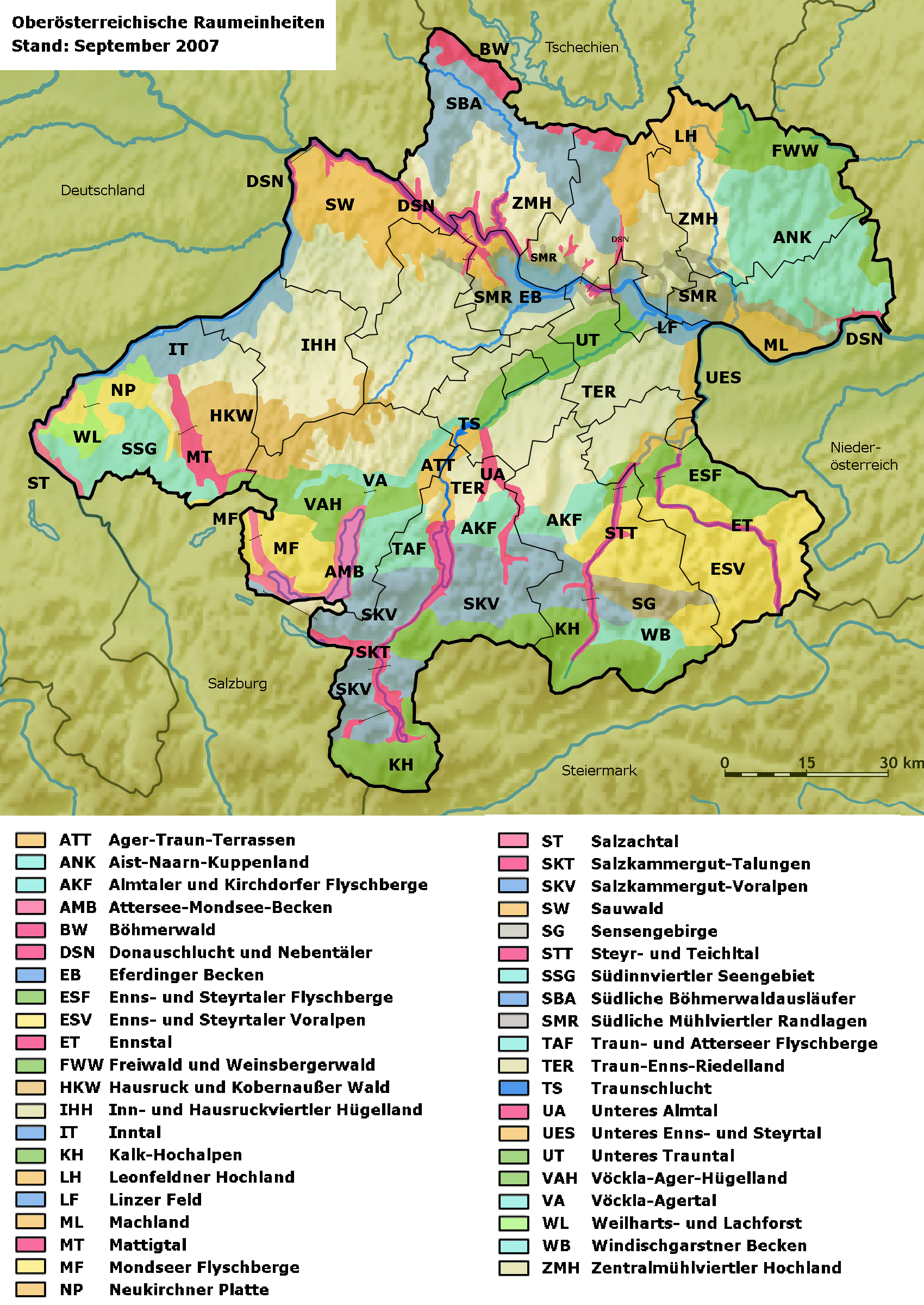
Raumeinheiten:, in der südlichen Mitte Oberösterreichs

Die Traunschlucht umfasst jenen Teil der Traun, der auch als Innere oder Mittlere Traun bezeichnet wird, im Gegensatz zur Äußeren bzw. Unteren Traun flussabwärts bis zur Mündung, die inneralpine Obere Traun ist im Salzkammergut nochmals vielfältig gegliedert. In Fischerkreisen ist der Teil der Traun von Gmunden bis unterhalb des Traunfalls auch als Gmundner Traun bekannt.

### Lage und Landschaft
Das Tal erstreckt sich im Alpenvorland über rund 21,5 km vom Traunsee bei Gmunden bis zur Mündung der Ager bei Stadl-Paura und Lambach. Hier knickt die Traun von ihrem bisherigen nach Norden gerichteten Lauf Richtung Nordosten, und strömt dann durch das voralpine Hügelland Richtung Linz.  
Die Traun hat sich hier im Raum des Ager-Traun-Terrassenlands in ein bis zu 30 Meter tiefes Engtal eingeschnitten. Der höchste Bereich des Gebiets liegt nördlich des Traunsees mit rund 420 m ü. A., der tiefste Bereich liegt bei rund 360 m ü. A. bei Stadl-Paura, während sich das umliegende Terrassenland bis 450 m ü. A. erhebt. Etwa in der Mitte des Talzugs befindet sich der gut 10 Meter hohe Traunfall. Erst bei der Agermündung weitet sich der Talraum, wird aber bis zur Lambacher Gemeindegrenze bei Edt zur Raumeinheit Traunschlucht gerechnet.

### Umgrenzende Gebiete
Die Raumeinheit ist von folgenden oberösterreichischen Raumeinheiten umgeben (im Uhrzeigersinn, beginnend im Norden):
Inn- und Hausruckviertler Hügelland, Unteres Trauntal, Ager-Traun-Terrassen, Salzkammergut-Talungen und Vöckla-Agertal. Die Raumeinheit liegt fast vollständig inmitten der Raumeinheit Ager-Traun-Terrassen und teilt diese.

### Gemeinden
Die Raumeinheit liegt in den Bezirken Gmunden, Vöcklabruck und Wels-Land.
Überwiegend oder gänzlich in der Traunschlucht liegt nur das Gemeindegebiet von Stadl-Paura.
Anteile haben auch (alphabetisch geordnet) Desselbrunn, Gmunden, Gschwandt, Laakirchen, Lambach, Ohlsdorf, Pinsdorf und Rüstorf. Bis auf die Ortsgebiete Stadl-Paura und Gmunden und die Traun-rechtsufrigen Gebiete von Lambach bildet die Traun jeweils die Gemeindegrenze dieser Gemeinden.

### Geologie und Hydrographie
Der voralpine Raum wurde hier durch tektonische Hebung über das Niveau des Alpenvorlandes hinausgehoben. Die Traun durchschneidet hier sowohl das Helvetikum, das sind Sedimentgesteine des Jura- und Unterkreidemeeres Tethys am Nordrand der Alpen (Helvetikumfenster von Ohlsdorf), den Flysch, den Tiefseesedimenten der jüngeren Paratethys (bei Ohlsdorf), die Schlier-Sedimente des tertiären Molassemeeres (bei Lambach), wie auch die eiszeitlichen Ablagerungen des Traungletschers in ihrer Vielfalt von Decken- und Vorstoßschottern, Stausedimenten, Geschiebemergel der Grundmoräne und interglazialen warmzeitlichen Bodenbildungen: Hier sind gute Aufschlüsse aller vier Haupt-Kaltzeiten (Günz, Mindel, Riß und Würm) vorhanden. Die rezente Austufe (Holozän/Postglazial), die vor der Regulierung der Traun noch überflutet wurde, ist durch jüngste Eintiefung und Schotterentnahme aus dem Fluss nurmehr historisch, sie liegt bei Lambach bis zu 6 m über dem heutigen durchschnittlichen Wasserspiegel.
Bis auf die harte Verbauung und mehrere Kraftwerke (Gmunden, Danzermühl/Laakirchen, Kohlwehr/Ohlsdorf, Steyrermühl, Gschröff/Ohlsdorf, Siebenbrunn, Traunfall, Kemating) ist das Tal durch die erhaltenen Mäander der Traun geprägt. Es verfügt über etwa die Hälfte des Verlaufs noch freie Fließstrecken. Der Traunfall ist trotz des dortigen Kraftwerks noch teilweise erhalten, vom alten Umgehungsgerinne für die Flößerei (Fallkanal) aus dem 16. Jahrhundert bestehen nurmehr Reste. Im Talverlauf sind einige Quellhorizonte angeschnitten und bilden Kleinbäche und Tümpel. Der Wasserlose Bach bei Gschwandt und Gmunden versickert in seinem eigenen Schotterbett.

## Raumplanerische Charakteristik
- Die Traun fließt hier durch einen engen, tief eingeschnittenen Talbereich, teilweise Canyon-artige Schluchtstrecke.
- Die Raumeinheit weist einige Kraftwerks-Staustrecken auf, die die freie Fließstrecke beeinträchtigen. Dennoch konnte beim Kraftwerk Traunfall die natürliche Gefällestufe erhalten werden. Aktuell erfolgt eine Renaturierung (Teiche und Fischaufstiegshilfen).
- Die Traun weist in diesem Bereich eine gute Gewässergüte auf und hat viele naturnahe Uferstrukturen mit vereinzelten Mäanderschlingen. Die Schotterbänke sind kleinräumig und meist naturbelassen. Vereinzelt finden sich kleine Quellen.
- Reichhaltige Fischfauna, bedeutendes Äschengewässer sowie Reichtum an Vogelarten.
- Kleine Reste von Weichholzauen und Weiden-Pioniergebüschen existieren. Es überwiegen Fichtenwälder, aber auch naturnahe Waldbereiche (Eschenwälder und Buchenwälder) wachsen auf Konglomerat-Steilabfällen.
- Offenliegende Konglomeratfelsen, teils überhängend und größere Felsblöcke sind in der Traun zu finden.
- Ab Stadl-Paura weitet sich das Gebiet auf. Dieser Aufweitungsbereich ist sowohl naturnah bewaldet als auch dicht bebaut. Zusätzlich ist dies der Rückstaubereich des Kraftwerks Lambach.

### Gliederung
Die Traunschlucht ist in zwei Untereinheiten gegliedert, einerseits in das Engtal (der Traunfluss und Auwaldbereich) und andererseits dem aufgeweiteten Talraum (Siedlungsbereich).